# Uroactinia wisniewskii
Uroactinia wisniewskii es una especie de arácnido del orden Mesostigmata de la familia Uroactinidae.

## Distribución geográfica
Se encuentra en Cuba.